# Septembre 1905

## Événements
- Abolition du système des examens mandarinaux en Chine. La formation des fonctionnaires se fera au sein d’écoles techniques et de l’Université de Pékin.

- 1er septembre : au Canada, la Saskatchewan (capitale : Regina) et l’Alberta (capitale : Edmonton) deviennent les huitième et neuvième provinces canadiennes (en vertu de l’Acte de la Saskatchewan et de l’Acte de l’Alberta).

- 5 septembre :
  - Traité de Portsmouth sous arbitrage américain entre le Japon et la Russie (dernier accord international en français pour faire foi face aux traductions), fin de la guerre russo-japonaise. Les Japonais obtiennent un bail sur le Guandong (sud de la péninsule du Liaodong), une colonie au sud de Sakhaline (Karafuto, fin en 1945) et un protectorat sur la Corée (17 novembre). Les deux états s’engagent à évacuer leurs troupes stationnées en territoire chinois.
  - Thomas Walter Scott devient premier ministre de la Saskatchewan.

- 9 septembre, Russie : réouverture des universités qui retrouvent leur autonomie.

- 15 septembre : crise constitutionnelle en Hongrie provoquée par la question du suffrage universel, qui aurait provoqué la perte des élections pour les indépendantistes par le vote des minorités : une manifestation organisée devant le parlement de Budapest est violemment réprimée.

- 17 septembre (Allemagne) : grèves massives et manifestation de rue (1905-1906). Le SPD rejette l’appel lancé par August Bebel en faveur de la grève générale insurrectionnelle.

- 26 septembre : l'un des frères Wright (pas de précision de prénom disponibles pour les vols des frères Wright en 1905) effectue un vol de 17,961 km en 18 minutes et 9 secondes. (distance et temps de vol non officiels. cf. 1904)

- 29 septembre : l'un des frères Wright effectue un vol de 19,570 km en 19 minutes et 55 secondes. (distance et temps de vol non officiels. cf. 1904)

- 30 septembre : l'un des frères Wright effectue un vol de 17 minutes et 15 secondes. (distance et temps de vol non officiels. cf. 1904)

## Naissances
- 1er septembre :
  - Elżbieta Bianka Czartoryska, princesse polonaise de la famille Czartoryski († 18 septembre 1989).
  - Chau Sen Cocsal, premier ministre cambodgien († 22 janvier 2009).
- 3 septembre : Carl David Anderson, physicien, prix Nobel de physique († 11 janvier 1991).
- 13 septembre : Felipe Maeztu, officier français de la Légion étrangère († 18 décembre 1958).
- 14 septembre : Petronella van Randwijk, gymnaste artistique néerlandaise († 21 septembre 1978).
- 17 septembre : Şehzade Mehmed Abid, sultan ottoman († 8 décembre 1973).
- 18 septembre : Greta Garbo, actrice († 15 avril 1990).
- 27 septembre : Alfred Hamerlinck, coureur cycliste belge († 10 juillet 1993).

## Décès
- 8 septembre : David Howard Harrison, premier ministre du Manitoba.
- 14 septembre : Pierre Savorgnan de Brazza, explorateur français.
- 15 septembre : Tamatoa VI, dernier Roi polynésien de Ra'iatea et Tahaa.